# Lill-Blektjärnen
Lill-Blektjärnen är en sjö i Bräcke kommun i Jämtland och ingår i Ljungans huvudavrinningsområde.